# کوین ویلسون
 کوین ویلسون  (به انگلیسی: Kevin Wilson) (زاده ۱۹ آوریل ۱۹۶۱ - بنبوری) بازیکن فوتبال اهل ایرلند شمالی است. وی سابقه عضویت در باشگاه چلسی را دارد.